# Elecciones municipales de Cuba de 2010
Las elecciones municipales de Cuba de 2010 se celebraron el domingo 25 de abril de 2010 para elegir 12.972 delegados a las Asambleas Municipales del Poder Popular. En 166 municipios se llevó a cabo una segunda vuelta el domingo 2 de mayo.

## Resultados
De acuerdo con los datos oficiales, 8.205.994 personas acudieron a votar, lo que representó al 94,69% del total de ciudadanos habilitados.
El 91,11% de los votos fueron positivos, habiéndose emitido un 4,59% de sufragios en blanco y un 4,11% de votos nulos. La totalidad de votos negativos creció del 4,47% en las elecciones de 2008 al 8,89%, lo cual fue interpretado por algunos sectores como un incremento del descontento de la población hacia el gobierno.